# Archéologie de la construction
L’archéologie de la construction, appelée plus spécifiquement en France archéologie du bâti, archéologie des élévations ou  archéologie du mur, est une discipline de l'archéologie qui étudie les élévations de toute construction bâtie, qu'elles soient religieuses (églises, abbayes), civiles (maisons individuelles, immeubles résidentiels, bâtiments industriels, commerciaux et agricoles, infrastructures de transport, constructions hydrauliques) ou militaires (châteaux, fortifications). D'où son autre appellation : archéologie des élévations. Celles-ci peuvent être en matériaux "durs" (pierres), ou, bien que ce soit plus rare, en matériaux périssables (bois, torchis).

## Deux principes de base
On réduit souvent le travail de l'archéologue à une fouille du sous-sol. C'est oublier que la recherche archéologique porte depuis ses origines sur l'étude des parties aériennes. L'archéologie du bâti consiste à :
- « lire les murs » (R. Krautheimer) afin de « retrouver les phases de construction, les traces de reprises et de transformation »[1]. L'archéologie du bâti considère qu'un bâtiment évolue et qu'il est modifié par les individus qui l'habitent. Elle a pour but de restituer l'histoire et la chronologie relative de celui-ci en étudiant les modifications apportées à sa structure (percements, bouchage d'ouvertures, rehaussement des sols…).
- comprendre l'activité de bâtir. Comment s'organisait le chantier ? Comment travaillaient les bâtisseurs ? Quelles étaient leurs techniques ?

## Techniques
De la même manière que pour l'archéologie traditionnelle, chaque modification, chaque élément (sol, enduit, papier peint, peinture, mur, porte) d'une construction est considéré comme une unité stratigraphique. Sauf que cette stratigraphie est verticale au lieu d'être horizontale.
L'archéologue du bâti procède — si les conditions de travail le permettent (surtout dans le cadre de l'archéologie préventive qui souvent ne laisse pas beaucoup de temps aux archéologues) — à un relevé « pierre à pierre » des façades qui permet de repérer les césures et les phases de construction. De plus en plus, il s'appuie aussi sur les apports de l'archéométrie, tels que la datation au 14C ou par la thermoluminescence, l'identification de la nature des roches, ou encore l'analyse de mortiers.
Principaux éléments d'étude :
- Analyse des pierres, de leur type, de leur gabarit, de leur forme, de leur appareillage, de leur montage et de leur origine géographique. Repérage des marques lapidaires, des traces d'échafaudage, d'accrochage, d'outils.
- Analyse des mortiers, des enduits ainsi que des décors éventuels (fresques, peintures murales), de leurs compositions physico-chimiques, de leurs couleurs, de leur histoire et de leur signification. La superposition des couches d'enduit (stratigraphie verticale) permet de repérer les différents états de décor d'un édifice et de fournir des indications essentielles sur les différents remaniements du bâtiment (percement ou bouchage d'ouverture par exemple).
- Analyse des charpentes, des techniques d'assemblage.

## Histoire
L'archéologie de la construction puise ses origines au XVe siècle dans l'archéologie classique qui intéresse les antiquaires à l'époque de l'humanisme de la Renaissance, avec des pionniers comme Cyriaque d'Ancône, Flavio Biondo, Poggio Bracciolini, Antonio Loschi, ou Pomponio Leto qui fonde l'Accademia Romana (de) en 1466. Le mouvement des antiquaires culmine au XVIIIe siècle et disparaît dans la seconde moitié du XIXe siècle lorsque cette archéologie devient une discipline scientifique qui acquiert son autonomie vis-à-vis de la philologie ou de l'histoire, grâce au développement d'une méthode scientifique spécifique basée sur trois piliers : la science du classement des artefacts appelée typologie, la stratigraphie archéologique (en) et l'histoire des techniques.
En France, la révolution réveille le patriotisme et suscite « un intérêt sentimental » pour les monuments qui conservent la mémoire du passé national, comme le montre la création du musée des monuments français par Alexandre Lenoir en 1795. Le terme « Antiquités nationales », inventé en 1790 par Aubin-Louis Millin lorsqu'il publie Antiquités Nationales ou recueil des monuments qui peuvent servir à l'histoire de France, désigne alors les œuvres d’art médiévales ou modernes devenues biens nationaux. L'intérêt pour l'archéologie classique s'accompagne alors de l'engouement pour l'archéologie monumentale (archéologie des grands monuments surtout religieux, parfois civils, à partir du deuxième quart du XIXe siècle). Ainsi, alors que les études étaient surtout réalisées sur les monuments antiques (arènes, théâtres), elles se portent principalement, à partir du milieu du XIXe siècle, sous l'impulsion du romantisme (Victor Hugo et Notre-Dame de Paris, Viollet-le-Duc, Arcisse de Caumont), sur les monuments médiévaux (Carcassonne, Fontevraud),.
En France, cette discipline est théorisée et propagée à partir des années 1970 et 1980, sous l'impulsion de chercheurs comme Nicolas Reveyron, Rollins Guild, Jean-François Reynaud, Daniel Prigent, Catherine Arlaud, Christian Sapin ou Joëlle Burnouf. L'archéologie de la construction « porte modestement le nom d’archéologie du bâti : d’aucuns préfèrent dire archéologie « des élévations ». Elle est née des opérations d’archéologie préventive dans les centres urbains et, en particulier, lors des opérations de rénovation des immeubles dans les centres anciens protégés. Elle s’est aussitôt distinguée de l’archéologie monumentale dans les méthodes d’études employées », en se basant sur quatre approches : archéologie des matériaux de construction ; archéologie des techniques de mise en œuvre de ces matériaux qui conduit « du projet au chantier » ; archéologie des aménagements intérieurs et extérieurs ; études des espaces en trois dimensions pour mieux comprendre leur agencement avec les modifications successives et les choix architectoniques.

## L'archéologie du bâti médiéval
L'archéologie du bâti est abondamment employée pour l'étude de la période médiévale, principalement car on dispose de vestiges en élévation en quantité bien supérieure aux époques précédentes. Les bâtiments civils ou religieux, plus ou moins bien conservés, peuvent livrer de très riches informations concernant la conception des édifices et les techniques de construction mises en œuvre.
Il se peut également que l'on dispose - mais cela est variable selon les zones géographiques et les époques - d'une documentation textuelle très riche : actes notariés, comptabilité… autant de textes qui peuvent renseigner avec précision la construction ou l'entretien d'un bâtiment.
L'utilisation conjointe des sources écrites et archéologiques s'avère souvent un bon moyen de restituer d'une manière détaillée les édifices médiévaux. On peut, par exemple (les possibilités sont innombrables), à l'aide d'un compte de construction, compléter les parties inconnues d'un édifice (parties hautes incomplètes, pans entiers disparus) ou préciser certains détails (présence de vitres et volets aux fenêtres, enduits peints…). L'étude des matériaux (pierre, bois, terre) renseigne sur l'économie du chantier. À l'inverse, l'étude des vestiges peut pallier les imprécisions des textes, identifier les outils et techniques employés ou encore montrer l'évolution dans le temps d'un édifice que les textes ne décrivent qu'une fois terminé.

## Archéologie du bâti et restauration
Comme le souligne René Dinkel, auteur de "l'Encyclopédie du patrimoine", le Conservateur du patrimoine et les maîtres d’œuvre sont au premier abord déconcertés par la variété des techniques et l’hétérogénéité des murs. Si l’on ne se référait qu’aux critères décoratifs traditionnels, on ne manquerait pas de tomber dans la caricature suivante : les murs anciens seraient beaux, avec des pierres soigneusement équarries posées en lits bien ajustés, les murs plus récents seraient « disgracieux » avec des moellons simplement dégrossis, au tout-venant, posés en lits irréguliers entraînants des joints larges. Les recherches des historiens d’art et des archéologues permettent à l’heure actuelle d’aller au-delà de cette image d’Épinal. Nous pouvons établir une chronologie assez complète des formes. L’objectif est de mettre au point les conditions de restauration, en fonction des techniques de construction.
L’analyse s’effectue par la lecture des changements d’appareil, des reprises ou coutures. La chronologie relative que l’on peut ainsi établir constitue le livre d’histoire architecturale du monument, même en l’absence d’histoire écrite. Il paraît donc de la première importance de ne pas falsifier les parements par l’introduction abusive de pierres neuves, par le nettoyage immodéré qui efface les traces des outils ou par le recouvrement intempestif par des crépis. Une analyse sanitaire et archéologique n’est pas seulement indispensable pour les murs, mais aussi pour l’assiette et pour les abords. D’une façon générale, mais plus particulièrement pour les sites semi-troglodytiques ou ceux qui remodèlent les sites d’implantation, l’étude minutieuse du socle se révèle indispensable tant du point de vue géologique qu’archéologique.
Des études historiques et archéologiques visant à établir un dossier documentaire exhaustif retraçant l’histoire et les évolutions d’un monument ou d’un site sont réalisées par des chercheurs indépendants, des centres d’études ou des sociétés (comme la Société française d’archéologie, le Centre d’étude des châteaux forts) et des sociétés spécialisées (comme le Groupe de recherches art, histoire, architecture et littérature, GRAHAL). Une recherche systématique est conduite dans les dépôts d’archives. Aux sources ainsi dépouillées s’ajoute l’ensemble des représentations tirées des fonds iconographiques. Chaque dossier ainsi constitué comporte une chronologie détaillée, un bilan historique synthétique et un rapport analytique, les références complètes des sources et de la bibliographie ainsi qu’un volume iconographique. Ces dossiers servent de référence documentaire préalable à toute opération sur l’édifice ou le site.

## La mémoire et le projet
Chaque site, chaque monument qui doit faire l’objet d’une restauration, nécessite au préalable un relevé détaillé. C’est la raison pour laquelle il est essentiel que les archéologues (le responsable des fouilles et l’historien de l’architecture), ou parfois le restaurateur lui-même s'il en a les compétences, interviennent très en amont pour comprendre et expliquer l’évolution de l’édifice. En illustration du type d’observations à recommander, nous citerons les études statistiques d’appareils réalisées à l’intérieur de l’abbaye de Fontevraud, à l’abbaye d’Otterberg en Palatinat et dans la région de Montpellier
Une analyse sanitaire et archéologique n’est pas seulement indispensable pour les murs, mais aussi pour l’assiette et pour les abords. D’une façon générale, mais plus particulièrement pour les sites semi-troglodytiques ou ceux qui remodèlent les assiettes d’implantation, l’étude minutieuse du socle se révèle indispensable tant du point de vue géologique qu’archéologique.
Notre propos est d’insister sur la nécessaire fidélité des relevés. Il faut chercher à disposer le plus souvent possible d’une grande et conforme documentation de mémoire qui serve de support à une bonne archéologie des murs.

## Les recommandations formulées le 26 février 1849 par la Commission des arts et édifices religieux
Les recommandations formulées le 26 février 1849 par la Commission des arts et édifices religieux attirent particulièrement l’attention des maîtres d’œuvre sur le soin à apporter à leur analyse sanitaire des murs. « L’étude approfondie du style des différentes parties des monuments à entretenir ou réparer est indispensable, non seulement pour reproduire les formes extérieures, mais aussi pour connaître la construction de ces édifices, leurs points faibles et les moyens à employer pour améliorer leur situation. Ainsi, l’architecte observera qu’au nord de la Loire les constructions dites romanes sont, jusqu’à la fin du XIIe siècle, élevées en petits matériaux ; que les murs, composés de deux parements de pierre sans liaison entre eux, sans boutisse, contiennent dans leur milieu des blocages plus ou moins solides ; que souvent, par suite de cette disposition vicieuse, les parements se séparent, et laissent entre eux et le blocage central des vides dangereux. Ce n’est donc qu’avec les plus grandes précautions que ces constructions peuvent être réparées ; alors les étais ne suffisent pas toujours, parce qu’on risque de les appuyer sur des murs soufflés, et de causer leur rupture et leur ruine. Dans ce cas, il est prudent de s’assurer par des sondages, avant de rien entreprendre, de la solidité des massifs intérieurs et de leur degré de résistance. S’ils n’offrent pas une masse solide, il est nécessaire de relancer tout d’abord, et de distance en distance, des pierres formant parpaing, et qui relient les deux parements ; après quoi, on peut reprendre successivement, et toujours par tranches verticales, les portions de parements qui sont mauvaises ; on évitera les crampons en fer et, autant que possible, on remplacera les massifs altérés par une plus forte queue donnée aux pierres de leurs parements.
D’autre part, l’architecte remarquera que les constructions des XIIIe et XIVe siècles sont généralement bien liées, et que les murs, minces d’ailleurs, sont composés de pierres portant fréquemment toute l’épaisseur de ces murs. Dans ce cas, mieux vaut laisser des parements dégradés à la surface que de les remplacer par des carreaux de pierre sans profondeur, car ce serait remplacer une bonne construction par une autre moins durable. Quant aux édifices du XVe siècle, construits presque toujours et de préférence en pierre tendre, ils sont composés de matériaux d’une forte dimension. L’architecture de cette époque, évidée à l’excès, n’a de stabilité qu’à la condition d’être montée en grands matériaux ; on ne saurait sans imprudence remplacer les parties dégradées sans conserver la grandeur de l’appareil : c’est le cas plus que jamais d’éviter les rapiéçages altérant toujours la solidité d’un édifice.
Presque tous les monuments religieux bâtis à la même époque, dans une même province, ont des points de ressemblance incontestables. Outre qu’un édifice célèbre a dû souvent servir de type autrefois à la plupart des monuments d’un même diocèse, des matériaux semblables, des usages pareils, ont nécessairement produit des analogies frappantes dans la construction et la disposition. L’architecte ne devra donc pas s’en tenir à l’étude seule des cathédrales ; mais, en examinant les églises de la même époque bâties dans leur rayon, il y trouvera souvent de précieux renseignements pour réparer des constructions altérées ou détruites dans les monuments placés directement sous sa surveillance ».
Avant d’entreprendre la restauration d’une maçonnerie, il est indispensable de connaître sa structure. La technique de restauration est tributaire de cette structure et doit être adaptée à chaque cas particulier.